# ورخنه‌مانچاروو
ورخنه‌مانچاروو (انگلیسی: Verkhnemancharovo) یک شهرک در شهرستان ایلیشفسکی استان باشقیرستان کشور روسیه است.